# Lardon

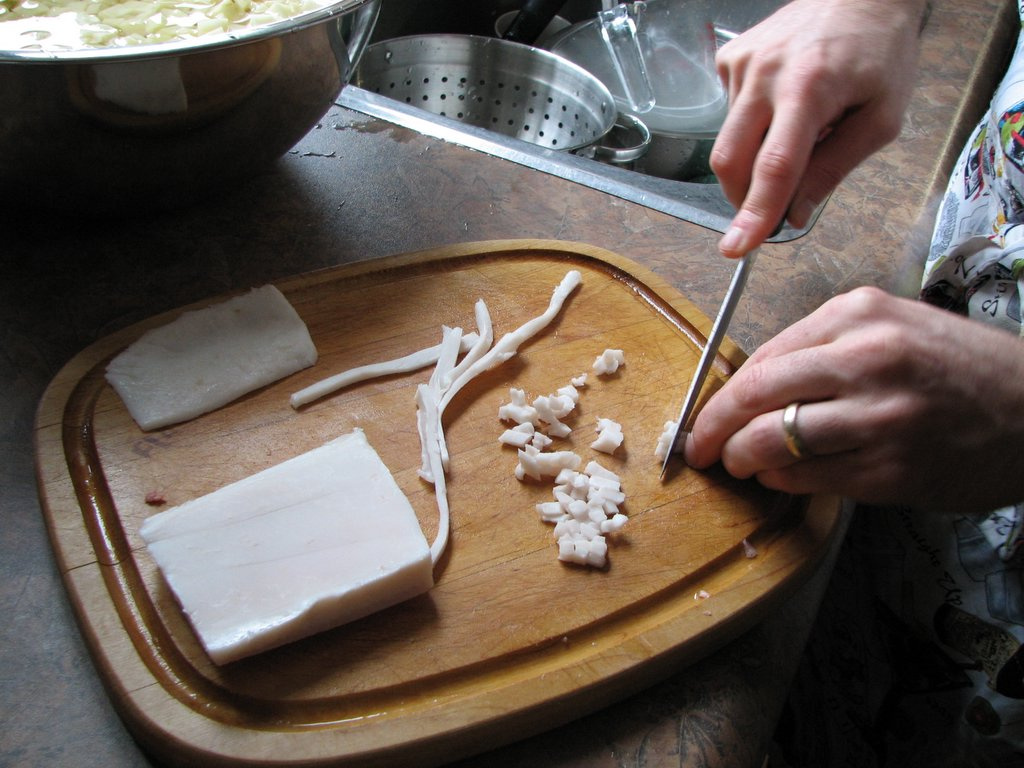
Preparación de lardons de fatback.

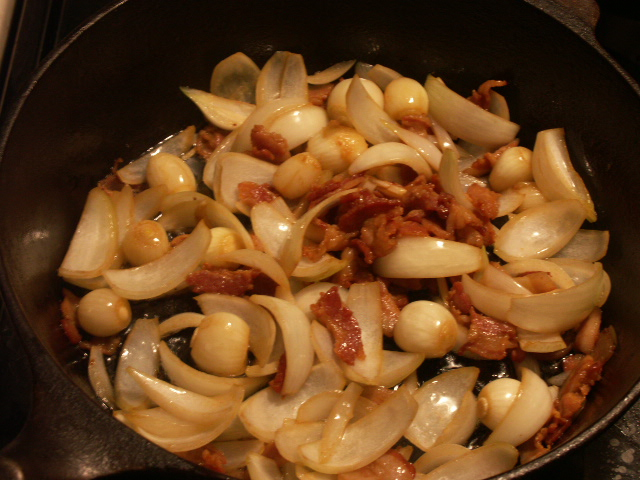
Lardones, cebollas y ajos preparados para elaborar coq au vin.

El lardon es una pequeña tira (mecha o albarda) o cubo de tocino de cerdo usada en diversas gastronomías para dar sabor a recetas saladas y ensaladas. Los lardones no suelen estar ahumados y se hacen a veces a partir de cerdo en salazón.
En la cocina francesa los lardones se usan para mechar carnes que luego se estofan o asan, y también se sirven calientes en ensaladas y aliños, así como en algunas tartes flambées, estofados como el bœuf bourguignon, quiches como el Lorraine, en omelettes, con patatas y en otras recetas como el coq au vin.

## Preparación
Los lardones puede prepararse a partir de diferentes cortes de cerdo, incluyendo la panza y el fatback, o de cortes curados como la panceta o el cerdo salado. Como el auténtico lardon francés se sala pero no se ahúma, «el sabor llega claramente, como con el jamón pero más intenso porque la carne procede de la panza del cerdo, no de la pierna.» Un escritor culinario considera esto una prueba de que los franceses «hacen bien la panceta.» El tocino suele cortarse en pequeñas tiras o cubos de aproximadamente 1 cm de grosor, y entonces se escalda o fríe.
Algunos cocineros recomiendan usar pancetta como sustituto, o también jamón.

## Uso

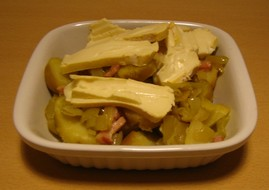
Tartiflette con lardones.

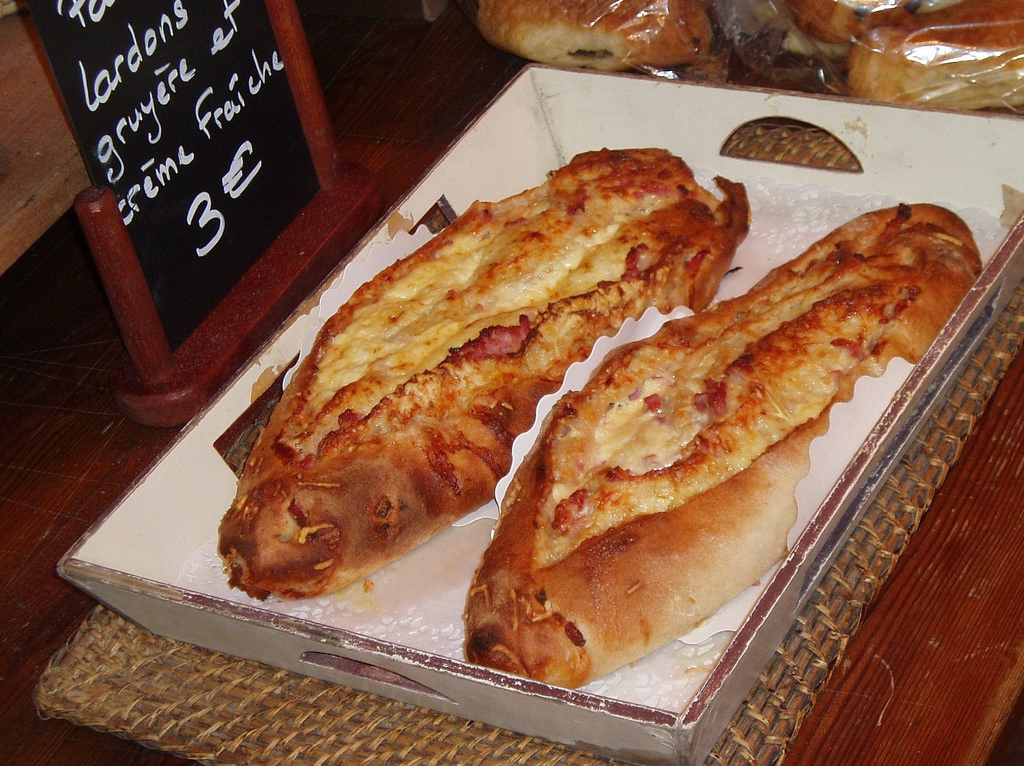
Fougasse de Foix, un pan regional francés relleno de queso gruyer fundido (también puede usarse reblochon), lardones de panceta y crème fraîche.

Es frecuente que los lardones se usan para dos propósitos distintos en el mismo plato. La grasa que desprende es buena para saltear verduras o carnes durante las primeras etapas de una receta, y los lardones crujientes y dorados pueden emplearse para guarnecer o como ingrediente antes de servir: «los trocitos crujientes se usan para añadir un sabor ahumado y saldado y un agradable crujido a todo tipo de platos.» El rico sabor combina bien con quesos y verduras de hoja como las espinacas y las endivias, para las que la grasa derretida puede usarse como parte del aliño.
Los lardones se usan frecuentemente en la cocina francesa para dar sabor a ensaladas, estofados (como el bœuf bourguignon y el coq au vin de Julia Child), quiches (Lorraine), patatas, omelettes y otros platos. Un uso específico de París es en la salade aux lardons, una ensalada (normalmente de endivias) en la que las hojas se escaldan ligeramente añadiéndoles lardons y vinagreta calientes. Una receta del siglo XIX para un pie à la chasse exige que el buey se meche con jamón y panceta. Un plato tradicional de la región de Alsacia es la tarte flambée, un pan fino parecido a una pizza cubierto con crème fraîche, cebolla y lardones. Una variante regional de Saboya es la tartiflette, que se hace con patata, queso reblochon, nata y lardones.

### En otras cocinas
En muchas cocinas de todo el mundo se usa el tocino de cerdo para dar sabor, apareciendo los lardones en varias de ellas. En Puerto Rico se añaden a platos como el arroz con gandules. En los Países Bajos el tocino de cerdo se corta en tiras o cubos que cuando se fríen se llaman kaantjes, siendo típicamente añadidos a recetas tradicionales como el hutspot y el stamppot.